# Chiesa di Santa Maria Immacolata (Chiaromonte)
La chiesa di Santa Maria Immacolata è una chiesa a vano unico del comune di Chiaromonte.

## Descrizione
La Chiesa di Santa Maria dell'Immacolata, ubicata nel centro urbano di Chiaromonte, è una cappella a vano unico di forma rettangolare, posta immediatamente a Nord del circuito fortificato di epoca normanna, a poche decine di metri da quello che poteva probabilmente essere uno degli accessi fortificati. Il complesso, situato in piazza Umberto I - cosiddetta Chiazzoll' - presenta in facciata un piccolo campanile a capanna ed un portone d’ingresso di forma rettangolare, inquadrato tra due colonne lisce poste su due piedritti rettangolari e terminanti con due capitelli, decorati da 3 foglie lisciate sormontate da 3 globetti. La composizione viene abbellita ulteriormente nella porzione dell’architrave con una decorazione continua nella fascia superiore composta da formelle fittili decorate a stampo con motivo a festoni, anch'esse sormontate da una fascia continua − sempre fittile − abbellita con una decorazione ad ovali. La piccola chiesetta è stata recentemente restaurata.

## Galleria d'immagini

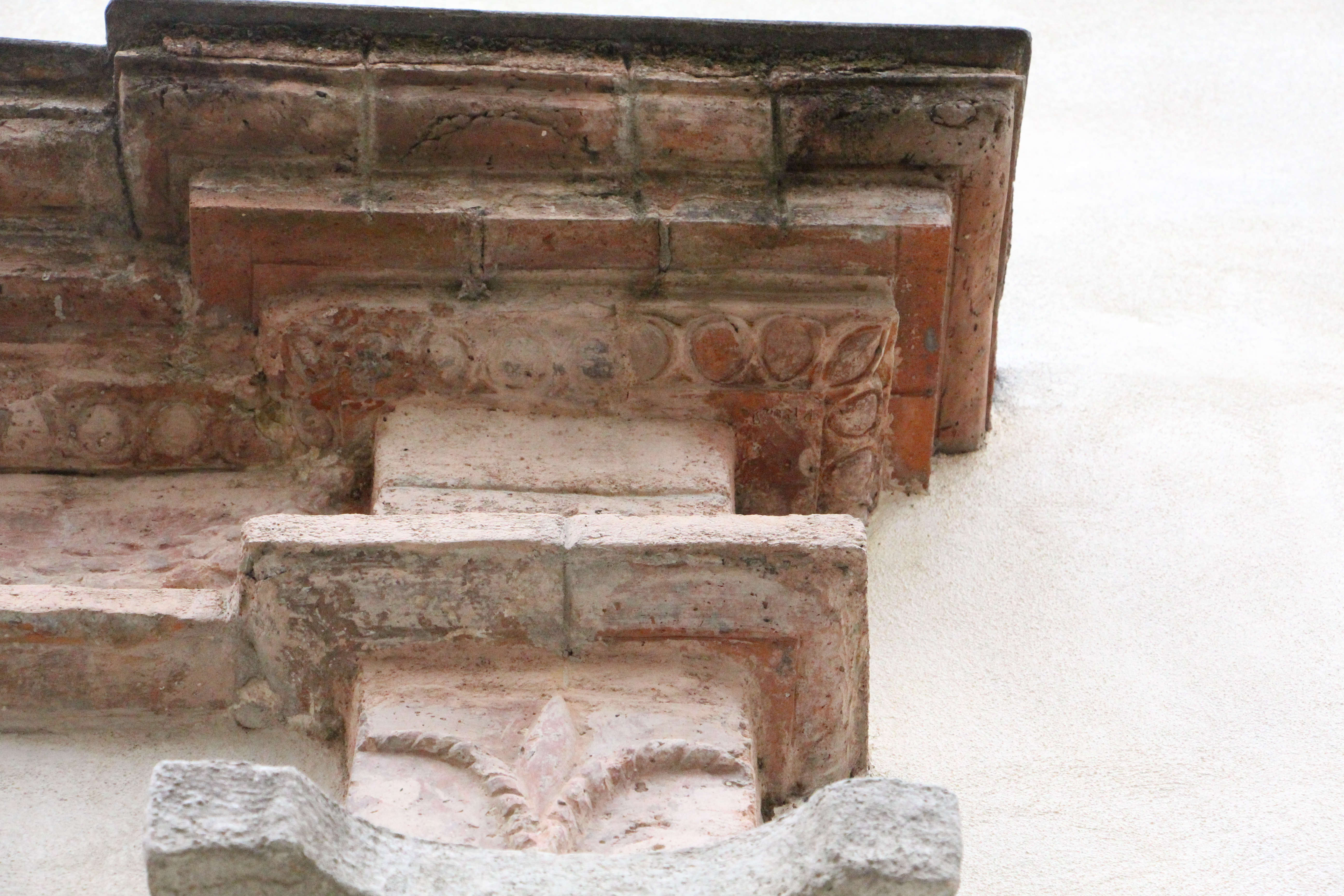
Decorazione del capitello
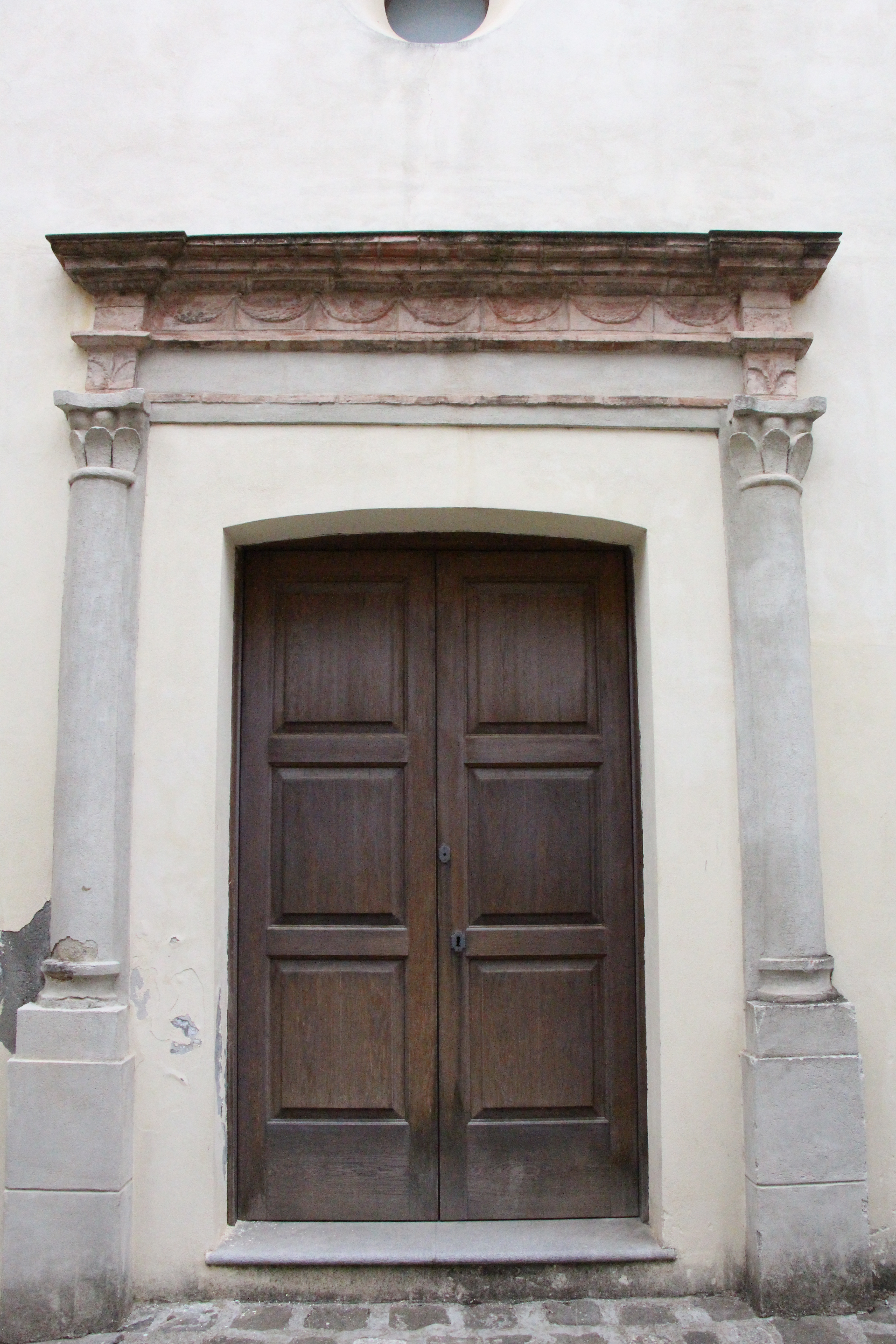
Portone d'ingresso